# Dalby (Australia)
Dalby è una città dell'Australia, nello Stato del Queensland, fondata nel 1840 e situata a circa 210 km ad ovest della capitale dello Stato, Brisbane.